# Australische Formel-4-Meisterschaft 2018
Die australische Formel-4-Meisterschaft 2018 (offiziell CAMS Jayco Australian Formula 4 Championship 2018 bzw. CAMS Payce Australian Formula 4 Championship 2018) war die vierte Saison der australischen Formel-4-Meisterschaft. Es gab 21 Rennen, die Meisterschaft fand in Australien und erstmals auch in Neuseeland statt. Die Saison begann am 7. April in Launceston auf Tasmanien und endete am 4. November in Pukekohe in Neuseeland.

## Teams und Fahrer
Alle Teams und Fahrer verwendeten das Mygale-Chassis M14-F4, den aufgeladenen 1,6-Liter EcoBoost-Turbomotor von Ford und Reifen von Hankook.
| Team              | Auto # | Fahrer          | Rennwochenende | Quelle |
| ----------------- | ------ | --------------- | -------------- | ------ |
| AGI Sport         | 05     | Ryan Suhle      | Alle           |        |
| AGI Sport         | 31     | Jayden Ojeda    | Alle           |        |
| AGI Sport         | 50     | Ardie Jonic     | 2–7            |        |
| Patrizicorse      | 11     | Jackson Walls   | Alle           |        |
| Team BRM          | 12     | Josh Smith      | Alle           |        |
| Team BRM          | 15     | Lochie Hughes   | Alle           |        |
| Team BRM          | 16     | Thomas Smith    | Alle           |        |
| Team BRM          | 27     | Zayd Tones      | Alle           |        |
| Team BRM          | 73     | Cameron Shields | 1–5            |        |
| Team BRM          | 78     | Aaron Love      | Alle           |        |
| Astuti Motorsport | 38     | Antonio Astuti  | 1–2, 4–7       |        |

## Rennkalender
Es gab sieben Veranstaltungen auf sechs Strecken zu je drei Rennen. Erstmals fuhr die Rennserie ein Rennwochenende außerhalb Australiens, denn das Saisonfinale fand am Pukekohe Park Raceway in Neuseeland statt. Weiters wurden noch Launceston sowie Winton in den Rennkalender aufgenommen, raus flogen die Strecken Springvale, Pinjar und Gold Coast. Die Rennen fanden im Rahmenprogramm der Shannons Nationals oder der Supercar-Meisterschaft statt.
| Nr. | Datum         | Rennstrecke                             | Sieger          | Zweiter         | Dritter       | Pole-Position   | Schnellste Rennrunde |
| --- | ------------- | --------------------------------------- | --------------- | --------------- | ------------- | --------------- | -------------------- |
| 01. | 07. April     | Symmons Plains Raceway (Launceston)     | Cameron Shields | Ryan Suhle      | Aaron Love    | Cameron Shields | Cameron Shields      |
| 02. | 08. April     | Symmons Plains Raceway (Launceston)     | Ryan Suhle      | Cameron Shields | Aaron Love    |                 | Cameron Shields      |
| 03. | 08. April     | Symmons Plains Raceway (Launceston)     | Cameron Shields | Ryan Suhle      | Jayden Ojeda  | Cameron Shields | Jayden Ojeda         |
| 04. | 02. Juni      | Phillip Island Circuit (Phillip Island) | Jayden Ojeda    | Cameron Shields | Aaron Love    | Jayden Ojeda    | Jayden Ojeda         |
| 05. | 03. Juni      | Phillip Island Circuit (Phillip Island) | Jayden Ojeda    | Cameron Shields | Aaron Love    |                 | Jayden Ojeda         |
| 06. | 03. Juni      | Phillip Island Circuit (Phillip Island) | Jayden Ojeda    | Ryan Suhle      | Aaron Love    | Jayden Ojeda    | Jayden Ojeda         |
| 07. | 21. Juli      | Queensland Raceway (Ipswich)            | Jayden Ojeda    | Cameron Shields | Aaron Love    | Jayden Ojeda    | Jayden Ojeda         |
| 08. | 22. Juli      | Queensland Raceway (Ipswich)            | Jayden Ojeda    | Ryan Suhle      | Aaron Love    |                 | Jayden Ojeda         |
| 09. | 22. Juli      | Queensland Raceway (Ipswich)            | Jayden Ojeda    | Cameron Shields | Aaron Love    | Jayden Ojeda    | Jayden Ojeda         |
| 10. | 01. September | Winton Motor Raceway (Winton 1)         | Ryan Suhle      | Cameron Shields | Aaron Love    | Ryan Suhle      | Ryan Suhle           |
| 11. | 01. September | Winton Motor Raceway (Winton 1)         | Lochie Hughes   | Cameron Shields | Ryan Suhle    |                 | Lochie Hughes        |
| 12. | 01. September | Winton Motor Raceway (Winton 1)         | Jayden Ojeda    | Ryan Suhle      | Aaron Love    | Ryan Suhle      | Jayden Ojeda         |
| 13. | 02. September | Winton Motor Raceway (Winton 2)         | Jayden Ojeda    | Ryan Suhle      | Jackson Walls | Cameron Shields | Jayden Ojeda         |
| 14. | 02. September | Winton Motor Raceway (Winton 2)         | Aaron Love      | Cameron Shields | Jayden Ojeda  |                 | Jayden Ojeda         |
| 15. | 02. September | Winton Motor Raceway (Winton 2)         | Jayden Ojeda    | Cameron Shields | Ryan Suhle    | Cameron Shields | Jayden Ojeda         |
| 16. | 22. September | Sydney Motorsport Park (Eastern Creek)  | Jayden Ojeda    | Aaron Love      | Ryan Suhle    | Ryan Suhle      | Jayden Ojeda         |
| 17. | 23. September | Sydney Motorsport Park (Eastern Creek)  | Jayden Ojeda    | Aaron Love      | Jackson Walls |                 | Ryan Suhle           |
| 18. | 23. September | Sydney Motorsport Park (Eastern Creek)  | Jayden Ojeda    | Ryan Suhle      | Aaron Love    | Ryan Suhle      | Jayden Ojeda         |
| 19. | 03. November  | Pukekohe Park Raceway (Pukekohe)        | Ryan Suhle      | Jayden Ojeda    | Aaron Love    | Ryan Suhle      | Jayden Ojeda         |
| 20. | 4. November   | Pukekohe Park Raceway (Pukekohe)        | Jayden Ojeda    | Ryan Suhle      | Lochie Hughes |                 | Jayden Ojeda         |
| 21. | 4. November   | Pukekohe Park Raceway (Pukekohe)        | Jayden Ojeda    | Ryan Suhle      | Jackson Walls | Jayden Ojeda    | Ryan Suhle           |

## Wertung

### Punktesystem
Bei jedem Rennen bekamen die ersten zehn des Rennens 25, 18, 15, 12, 10, 8, 6, 4, 2 bzw. 1 Punkt(e). Es gab keine Punkte für die Pole-Position und die schnellste Rennrunde.
| Punkteverteilung | Punkteverteilung | Punkteverteilung | Punkteverteilung | Punkteverteilung | Punkteverteilung | Punkteverteilung | Punkteverteilung | Punkteverteilung | Punkteverteilung | Punkteverteilung | Punkteverteilung | Punkteverteilung |
| ---------------- | ---------------- | ---------------- | ---------------- | ---------------- | ---------------- | ---------------- | ---------------- | ---------------- | ---------------- | ---------------- | ---------------- | ---------------- |
| Platz            | 1                | 2                | 3                | 4                | 5                | 6                | 7                | 8                | 9                | 10               | PP               | SR               |
| Punkte           | 25               | 18               | 15               | 12               | 10               | 8                | 6                | 4                | 2                | 1                | –                | –                |

### Fahrerwertung
| Pos. | Fahrer     | SYM | SYM | SYM | PHI | PHI | PHI | QLD | QLD | QLD | WI1 | WI1 | WI1 | WI2 | WI2 | WI2 | SMP | SMP | SMP | PUK | PUK | PUK | Punkte |
| Pos. | Fahrer     | R1  | R2  | R3  | R1  | R2  | R3  | R1  | R2  | R3  | R1  | R2  | R3  | R1  | R2  | R3  | R1  | R2  | R3  | R1  | R2  | R3  | Punkte |
| ---- | ---------- | --- | --- | --- | --- | --- | --- | --- | --- | --- | --- | --- | --- | --- | --- | --- | --- | --- | --- | --- | --- | --- | ------ |
| 01   | J. Ojeda   | 4   | DNF | 3   | 1   | 1   | 1   | 1   | 1   | 1   | DNF | 9   | 1   | 1   | 3   | 1   | 1   | 1   | 1   | 2   | 1   | 1   | 412    |
| 02   | R. Suhle   | 2   | 1   | 2   | 4   | 4   | 2   | 4   | 2   | 4   | 1   | 3   | 2   | 2   | 4   | 3   | 3   | 4   | 2   | 1   | 2   | 2   | 354    |
| 03   | A. Love    | 3   | 3   | 4   | 3   | 3   | 3   | 3   | 3   | 3   | 3   | 6   | 3   | 5   | 1   | 4   | 2   | 2   | 3   | 3   | 4   | 4   | 307    |
| 04   | C. Shields | 1   | 2   | 1   | 2   | 2   | DNF | 2   | 4   | 2   | 2   | 2   | 4   | 7   | 2   | 2   |     |     |     |     |     |     | 242    |
| 05   | L. Hughes  | 5   | 4   | 7   | 5   | 5   | 5   | 5   | 5   | 6   | 4   | 1   | 5   | 4   | DNF | 5   | 4   | 5   | 4   | 5   | 3   | 5   | 224    |
| 06   | J. Walls   | 7   | 6   | 8   | 7   | DNF | 4   | 7   | 8   | 5   | 6   | 4   | 9   | 3   | 9   | 10  | 5   | 3   | DNF | 9   | 5   | 3   | 148    |
| 07   | Z. Tones   | 6   | 5   | 6   | 6   | 6   | 6   | 6   | 6   | 7   | 7   | DNF | 10  | 9   | 5   | 7   | 7   | 6   | 5   | 6   | 8   | 9   | 137    |
| 08   | T. Smith   | 9   | 8   | 5   | 11  | 8   | 7   | 10  | 9   | 9   | 8   | 7   | 7   | 8   | 7   | 9   | 6   | 9   | 8   | 4   | 6   | 6   | 99     |
| 09   | J. Smith   | 8   | 7   | 10  | 9   | 10  | 8   | 8   | 7   | 8   | 5   | DNF | 6   | 11  | 8   | 6   | 8   | 8   | 6   | 10  | 10  | 7   | 86     |
| 10   | A. Astuti  | 10  | 9   | 9   | 8   | 7   | 9   |     |     |     | 9   | 5   | 8   | 6   | 6   | 8   | 10  | 7   | 9   | 8   | 9   | 8   | 72     |
| 11   | A. Jonic   |     |     |     | 10  | 9   | 10  | 9   | 10  | 10  | 10  | 8   | 11  | 10  | DNF | DNF | 9   | DNF | 7   | 7   | 7   | 10  | 35     |
| Pos. | Fahrer     | R1  | R2  | R3  | R1  | R2  | R3  | R1  | R2  | R3  | R1  | R2  | R3  | R1  | R2  | R3  | R1  | R2  | R3  | R1  | R2  | R3  | Punkte |
| Pos. | Fahrer     | SYM | SYM | SYM | PHI | PHI | PHI | QLD | QLD | QLD | WI1 | WI1 | WI1 | WI2 | WI2 | WI2 | SMP | SMP | SMP | PUK | PUK | PUK | Punkte |

| Legende       | Legende                        | Legende                                                              |
| Farbe         | Abkürzung                      | Bedeutung                                                            |
| ------------- | ------------------------------ | -------------------------------------------------------------------- |
| Gold          | –                              | Sieg                                                                 |
| Silber        | –                              | 2. Platz                                                             |
| Bronze        | –                              | 3. Platz                                                             |
| Grün          | –                              | 4. bis 10. Platz                                                     |
| Hellblau      | –                              | 10. Platz aufwärts (punktberechtigt)                                 |
| Blau          | –                              | Klassifiziert außerhalb der Punkteränge                              |
| Dunkelblau    | –                              | Klassifiziert innerhalb der Punkteränge aber keine Punktberechtigung |
| Violett       | DNF                            | Rennen nicht beendet (did not finish)                                |
| Violett       | NC                             | nicht klassifiziert (not classified)                                 |
| Rot           | DNQ                            | nicht qualifiziert (did not qualify)                                 |
| Rot           | DNPQ                           | in Vorqualifikation gescheitert (did not pre-qualify)                |
| Schwarz       | DSQ                            | disqualifiziert (disqualified)                                       |
| Weiß          | DNS                            | nicht am Start (did not start)                                       |
| Weiß          | WD                             | zurückgezogen (withdrawn)                                            |
| ohne          | PO                             | nur am Training teilgenommen (practiced only)                        |
| ohne          | DNP                            | nicht am Training teilgenommen (did not practice)                    |
| ohne          | INJ                            | verletzt oder krank (injured)                                        |
| ohne          | EX                             | ausgeschlossen (excluded)                                            |
| ohne          | DNA                            | nicht erschienen (did not arrive)                                    |
| ohne          | C                              | Rennen abgesagt (cancelled)                                          |
| ohne          | keine Teilnahme                |                                                                      |
| sonstige      | P/fett                         | Pole-Position                                                        |
| sonstige      | SR/kursiv                      | Schnellste Rennrunde                                                 |
| sonstige      | Q                              | Extrapunkte für Pole-Position                                        |
| sonstige      | X                              | Extrapunkte für gewonnene Positionen                                 |
| sonstige      | *                              | nicht im Ziel, aufgrund der zurückgelegten Distanz aber gewertet     |
| sonstige      | ()                             | Streichresultate                                                     |
| unterstrichen | Führender in der Gesamtwertung |                                                                      |

### Teamwertung
| Pos. | Team              | Nr. | SYM | SYM | SYM | PHI | PHI | PHI | QLD | QLD | QLD | WI1 | WI1 | WI1 | WI2 | WI2 | WI2 | SMP | SMP | SMP | PUK | PUK | PUK | Punkte |
| Pos. | Team              | Nr. | R1  | R2  | R3  | R1  | R2  | R3  | R1  | R2  | R3  | R1  | R2  | R3  | R1  | R2  | R3  | R1  | R2  | R3  | R1  | R2  | R3  | Punkte |
| ---- | ----------------- | --- | --- | --- | --- | --- | --- | --- | --- | --- | --- | --- | --- | --- | --- | --- | --- | --- | --- | --- | --- | --- | --- | ------ |
| 01   | Team BRM          | 78  | 3   | 3   | 4   | 3   | 3   | 3   | 3   | 3   | 3   | 3   | 6   | 3   | 5   | 1   | 4   | 2   | 2   | 3   | 3   | 4   | 4   | 1095   |
| 01   | Team BRM          | 73  | 1   | 2   | 1   | 2   | 2   | DNF | 2   | 4   | 2   | 2   | 2   | 4   | 7   | 2   | 2   |     |     |     |     |     |     | 1095   |
| 01   | Team BRM          | 15  | 5   | 4   | 7   | 5   | 5   | 5   | 5   | 5   | 6   | 4   | 1   | 5   | 4   | DNF | 5   | 4   | 5   | 4   | 5   | 3   | 5   | 1095   |
| 01   | Team BRM          | 27  | 6   | 5   | 6   | 6   | 6   | 6   | 6   | 6   | 7   | 7   | DNF | 10  | 9   | 5   | 7   | 7   | 6   | 5   | 6   | 8   | 9   | 1095   |
| 01   | Team BRM          | 16  | 9   | 8   | 5   | 11  | 8   | 7   | 10  | 9   | 9   | 8   | 7   | 7   | 8   | 7   | 9   | 6   | 9   | 8   | 4   | 6   | 6   | 1095   |
| 01   | Team BRM          | 12  | 8   | 7   | 10  | 9   | 10  | 8   | 8   | 7   | 8   | 5   | DNF | 6   | 11  | 8   | 6   | 8   | 8   | 6   | 10  | 10  | 7   | 1095   |
| 02   | AGI Sport         | 31  | 4   | DNF | 3   | 1   | 1   | 1   | 1   | 1   | 1   | DNF | 9   | 1   | 1   | 3   | 1   | 1   | 1   | 1   | 2   | 1   | 1   | 801    |
| 02   | AGI Sport         | 05  | 2   | 1   | 2   | 4   | 4   | 2   | 4   | 2   | 4   | 1   | 3   | 2   | 2   | 4   | 3   | 3   | 4   | 2   | 1   | 2   | 2   | 801    |
| 02   | AGI Sport         | 50  |     |     |     | 10  | 9   | 10  | 9   | 10  | 10  | 10  | 8   | 11  | 10  | DNF | DNF | 9   | DNF | 7   | 7   | 7   | 10  | 801    |
| 03   | Patrizicorse      | 11  | 7   | 6   | 8   | 7   | DNF | 4   | 7   | 8   | 5   | 6   | 4   | 9   | 3   | 9   | 10  | 5   | 3   | DNF | 9   | 5   | 3   | 148    |
| 04   | Astuti Motorsport | 38  | 10  | 9   | 9   | 8   | 7   | 9   |     |     |     | 9   | 5   | 8   | 6   | 6   | 8   | 10  | 7   | 9   | 8   | 9   | 8   | 72     |
| Pos. | Team              | Nr. | R1  | R2  | R3  | R1  | R2  | R3  | R1  | R2  | R3  | R1  | R2  | R3  | R1  | R2  | R3  | R1  | R2  | R3  | R1  | R2  | R3  | Punkte |
| Pos. | Team              | Nr. | SYM | SYM | SYM | PHI | PHI | PHI | QLD | QLD | QLD | WI1 | WI1 | WI1 | WI2 | WI2 | WI2 | SMP | SMP | SMP | PUK | PUK | PUK | Punkte |

| Legende       | Legende                        | Legende                                                              |
| Farbe         | Abkürzung                      | Bedeutung                                                            |
| ------------- | ------------------------------ | -------------------------------------------------------------------- |
| Gold          | –                              | Sieg                                                                 |
| Silber        | –                              | 2. Platz                                                             |
| Bronze        | –                              | 3. Platz                                                             |
| Grün          | –                              | 4. bis 10. Platz                                                     |
| Hellblau      | –                              | 10. Platz aufwärts (punktberechtigt)                                 |
| Blau          | –                              | Klassifiziert außerhalb der Punkteränge                              |
| Dunkelblau    | –                              | Klassifiziert innerhalb der Punkteränge aber keine Punktberechtigung |
| Violett       | DNF                            | Rennen nicht beendet (did not finish)                                |
| Violett       | NC                             | nicht klassifiziert (not classified)                                 |
| Rot           | DNQ                            | nicht qualifiziert (did not qualify)                                 |
| Rot           | DNPQ                           | in Vorqualifikation gescheitert (did not pre-qualify)                |
| Schwarz       | DSQ                            | disqualifiziert (disqualified)                                       |
| Weiß          | DNS                            | nicht am Start (did not start)                                       |
| Weiß          | WD                             | zurückgezogen (withdrawn)                                            |
| ohne          | PO                             | nur am Training teilgenommen (practiced only)                        |
| ohne          | DNP                            | nicht am Training teilgenommen (did not practice)                    |
| ohne          | INJ                            | verletzt oder krank (injured)                                        |
| ohne          | EX                             | ausgeschlossen (excluded)                                            |
| ohne          | DNA                            | nicht erschienen (did not arrive)                                    |
| ohne          | C                              | Rennen abgesagt (cancelled)                                          |
| ohne          | keine Teilnahme                |                                                                      |
| sonstige      | P/fett                         | Pole-Position                                                        |
| sonstige      | SR/kursiv                      | Schnellste Rennrunde                                                 |
| sonstige      | Q                              | Extrapunkte für Pole-Position                                        |
| sonstige      | X                              | Extrapunkte für gewonnene Positionen                                 |
| sonstige      | *                              | nicht im Ziel, aufgrund der zurückgelegten Distanz aber gewertet     |
| sonstige      | ()                             | Streichresultate                                                     |
| unterstrichen | Führender in der Gesamtwertung |                                                                      |